# Griže, Sežana
Griže este o localitate din comuna Sežana, Slovenia, cu o populație de 51 de locuitori.